# Cathédrale de Mokvi
 (décembre 2014).
Si vous disposez d'ouvrages ou d'articles de référence ou si vous connaissez des sites web de qualité traitant du thème abordé ici, merci de compléter l'article en donnant les références utiles à sa vérifiabilité et en les liant à la section « Notes et références ».
La cathédrale de Mokvi est une cathédrale orthodoxe de l'éparchie d'Abkhazie, séparée de fait de l'Église orthodoxe géorgienne. Elle se trouve à Mokvi, communauté urbaine appartenant au district d'Otchamtchire au sud de l'Abkhazie. C'était autrefois le siège d'un évêque et aujourd'hui une église collégiale paroissiale.

## Histoire
L'édifice a été construit dans le troisième quart du Xe siècle sous le règne de Léon III d'Abkhazie, c'est donc l'une des plus anciennes de la région. Elle se présente à cinq nefs en forme de croix grecque et surmontée d'une tour cylindrique. On y trouve des monuments funéraires dédiés aux princes Michel Chervachidzé (1806-1866) et Georges Chervachidzé son fils (1846-1918).
Elle a été entièrement restaurée récemment.